# Mrtvý muž přichází
Mrtvý muž přichází (anglicky Dead Man Walking) je americko-britský film režiséra Tima Robbinse. Hlavní role v něm ztvárnili Susan Sarandonová a Sean Penn. Film byl natočen podle skutečné události.

## Děj filmu
Řádová sestra Helen Prejean navštěvuje odsouzence k trestu smrti ve státním nápravném zařízení v Angole v americkém státě Louisiana. Jednoho dne se tak setkává s odsouzencem Matthewem Ponceletem, který byl odsouzen k trestu smrti za dvojnásobnou vraždu a znásilnění. Sestra pomáhá M. Ponceletovi překonat strach ze smrti a snaží se ho uklidnit před plánovanou popravou. Současně s tím také bojuje za to, aby byl Ponceletův případ znovu obnoven nebo aby mu byla alespoň udělena milost. Datum popravy se však neúprosně blíží a zdá se, že už je vše ztraceno. Mezi oběma postavami se navíc vytvoří milostné pouto.

## Inspirace filmu
Elmo Patrick Sonnier a Robert Lee Willie, jejichž příběhem byla inspirována postava Matthewa Ponceleta, byli za zločin dvojnásobné vraždy a znásilnění popraveni na elektrickém křesle, a to v roce 1984. Ve filmu je však filmaři zvolena jako metoda popravy smrtící injekce, která se začala v Louisianě používat až v roce 1993.